# Arbor (revista)
Arbor es una publicación periódica trimestral que publica artículos originales sobre temas variados relacionados con la ciencia, el pensamiento y la cultura.
Fundada, entre otros, por personalidades como Rafael Calvo Serer, Federico Sopeña Ibáñez, Raimon Panikkar, Ramón Roquer o fray José López Ortiz,
 en plena dictadura franquista. Su primer número se publicó a comienzos de 1944, correspondiente a los meses de enero-febrero. Ha sido dirigida por el propio López Ortiz (inicialmente), José María Sánchez de Muniaín Gil (desde verano de 1944), Calvo Serer (desde 1951), o el director general de Propaganda franquista Florentino Pérez Embid, entre otros muchos.
Es una de las revistas científicas publicadas por el Consejo Superior de Investigaciones Científicas de mayor antigüedad. Publica fundamental, aunque no exclusivamente, en español desde estados de la cuestión, estudios de casos hasta puestas al día en temas de interés científico, sociológico y cultural. La revista se encuentra indexada en Web of Science (Thomson-ISI) A&HCI y SSCI y SCOPUS.